# Leucoloma nitens
Leucoloma nitens là một loài Rêu trong họ Dicranaceae. Loài này được (Thwaites & Mitt.) A. Jaeger mô tả khoa học đầu tiên năm 1880.